# Юрген Паль
Юрген Паль (нім. Jürgen Pahl; 17 березня 1956, Тойхерн, Німецька Демократична Республіка) — німецький футболіст, воротар. Колишній гравець франкфуртського «Айнтрахта» і «Різеспора».
У складі «Айнтрахта» Паль став володарем Кубка Німеччини 1981 року і володарем Кубка УЄФА 1980 року.
Юрген Паль став відомий тим, що у віці 20 років разом з Норбертом Нахтвайхом залишив розташування молодіжної збірної НДР і втік у Західну Німеччину.

## Біографія
Юрген Паль народився 17 березня 1956 року в місті Тойхерн. У 1964 році він потрапив у місцеву команду «Трактор». На початку 70-х років Юрген переїхав в місто Галле і став виступати за молодіжну команду «Хемі». Саме виступаючи за цю команду Паль став потрапляти у склад молодіжної збірної НДР. 16 листопада 1976 року після матчу з молодіжної збірної Туреччини в місті Бурса Юрген Паль разом зі своїм товаришем по команді Норбертом Нахтвайхом втік з розташування своєї збірної. Незабаром вони потрапили в табір для біженців в Гіссені. За втечу ФІФА дискваліфікувала обох футболістів на рік.

### Клубна кар'єра
Відбувши річну дискваліфікацію обидва футболіста в 1978 році підписали контракт з франкфуртським «Айнтрахтом». У першій половині сезону основним воротарем був Хайнц-Йозеф Коїтка, але на початку 1979 року головний тренер команди Фрідель Рауш довірив місце в основному складі молодому воротареві. Дебют Паля у дорослому футболі відбувся 13 січня 1979 року у матчі 18-го туру чемпіонату з «Шальке 04», який завершився перемогою франкфуртців з рахунком 3:1. Після цього матчу Паль на деякий час став основним воротарем команди. Команда протягом восьми матчів не знала поразок, але в 26-му турі в гостях поступилася берлінській «Герті» з рахунком 1:4. В наступному турі з таким же рахунком франкфуртці на своєму полі програли «Кельну». Після цього матчу Юрген втратив місце в основі і до кінця сезону на полі не з'являвся. Всього у своєму першому сезоні Юрген Паль взяв участь у 10 матчах Бундесліги, а команда зайняла 5-е місце і потрапила у Кубок УЄФА.
Першу половину наступного сезону Юрген Паль знову провів на лавці запасних, основним воротарем був Клаус Функ. Лише в лютому 1980 року Паль отримав шанс повернутися в основу. 5 березня в першому чвертьфінальному матчі Кубка УЄФА з клубом «Збройовка», який завершився перемогою німців з рахунком 4:1, воротар дебютував у єврокубках. Однак, вже через три дні в наступному матчі Бундесліги Юрген пропустив п'ять м'ячів від «Гамбурга» і на деякий час знову став основним воротарем Функ. На лавці запасних Паль просидів до середини квітня і вийшов на поле в матчі-відповіді півфіналу Кубка УЄФА з мюнхенською «Баварією». У першому матчі в Мюнхені, господарі перемогли з рахунком 2:0, основний час другого матчу завершився з таким же рахунком на користь «Айнтрахта», було призначено додатковий час. В овертаймі франкфуртці забили три голи, на який мюнхенці відповіли лише одним. Таким чином, розгромивши баварців з рахунком 5:1 франкфуртський клуб пробився у фінал Кубка УЄФА. 7 травня в першому фінальному матчі франкфуртці двічі вели в рахунку, але у підсумку поступилися з рахунком 2:3 «Боруссії» з Менхенгладбаха. У повторному поєдинку Юрген Паль зберіг свої ворота в недоторканності, а на 81-й хвилині Фред Шауб забив єдиний гол у матчі. Завдяки двом голам, забитим на виїзді «Айнтрахт» вийшов переможцем двоматчевого протистояння і вперше у своїй історії виграв Кубок УЄФА. У тому сезоні Юрген Паль провів у Бундеслізі всього-лише 9 матчів. У внутрішній першості клуб посів лише 9-е місце, але як чинний володар Кубка УЄФА отримав право брати участь у наступному розіграші.
У наступному сезоні Паль нарешті став основним голкіпером команди. Незважаючи на те, що з Кубка УЄФА клуб вибув вже у третьому раунді, один трофей завоювати все ж вдалося. Цим трофеєм став Кубок Німеччини. У фіналі Кубка з рахунком 3:1 був обіграний «Кайзерслаутерн». У чемпіонаті клуб зайняв 5-е місце, яке дало право виступати в Кубку УЄФА, але перемога в Кубку Німеччини дозволило клубу потрапити в розіграш Кубка володарів кубків.
Сезон 1981/82 став єдиним в якому Юрген зіграв більше 30 матчів у Бундеслізі. Незважаючи на це, сезон повністю не вдався команді. У чемпіонаті клуб посів лише 8-е місце у Кубку Німеччини вилетів вже у другому раунді, а в Кубку володарів кубків на стадії чвертьфіналу, поступившись «Тоттенгему» за сумою двох матчів.
У наступному сезоні воротар на деякий час навіть втратив місце в основі, часто здійснюючи грубі помилки. 4 грудня 1982 року вже на 3-й хвилині матчу з «Вердером» Юрген Паль намагаючись викинути м'яч рукою в поле закинув його в свої ворота, в перерві матчу Бранко Зебець замінив воротаря. У тому сезоні клуб із Франкфурта зайняв 10-е місце у Бундеслізі.
В наступних двох сезонах Юрген продовжував залишатися основним воротарем команди, але починаючи з сезону 1985/86 основним воротарем став молодий Ганс-Юрген Гюнделах, який повністю витіснив Паля зі складу. Все закінчилося тим, що в середині 1987 року Юрген Паль покинув клуб і перейшов в турецький «Різеспор». Відігравши в Туреччині два сезони Паль завершив кар'єру футболіста після того, як його клуб покинув вищу лігу.

### Кар'єра в збірній
За правилами ФІФА тих років Юрген Паль не міг грати за жодну іншу збірну, окрім збірної НДР, оскільки він був заграний за їх молодіжну команду. Виклику в збірну НДР він не міг отримати через свою втечу, тому на рівні дорослих збірних він так ніколи і не грав.

## Досягнення

### Командні
«Айнтрахт» (Франкфурт)
- Володар Кубка Німеччини: 1980-81
- Володар Кубка УЄФА: 1979-80
- Разом: 2 трофея

## Особисте життя
Через 9 років після закінчення футбольної кар'єри, Юрген Паль в 1998 році переїхав жити в Парагвай. У Парагваї у колишнього воротаря є свій фруктовий сад.

## Клубна статистика
border=1 align=center cellpadding=4 cellspacing=2 style="background: ivory; font-size: 95%; border: 1px #aaaaaa solid; border-collapse: collapse; clear:center"
| Дивізіон   | Сезон   | Чемпіонат ФРН | Чемпіонат ФРН | Кубок ФРН | Кубок ФРН | Матчі плей-оф | Матчі плей-оф | Кубок УЄФА | Кубок УЄФА | Кубок володарів кубків УЄФА | Кубок володарів кубків УЄФА | Всього | Всього |
| Дивізіон   | Сезон   | Ігри          | Голи          | Ігри      | Голи      | Ігри          | Голи          | Ігри       | Голи       | Ігри                        | Голи                        | Ігри   | Голи   |
| ---------- | ------- | ------------- | ------------- | --------- | --------- | ------------- | ------------- | ---------- | ---------- | --------------------------- | --------------------------- | ------ | ------ |
| Бундесліга | 1978/79 | 10            | -14           | 0         | 0         | 0             | 0             | 0          | 0          | 0                           | 0                           | 10     | -14    |
| Бундесліга | 1979/80 | 9             | -20           | 1         | -3        | 0             | 0             | 4          | -5         | 0                           | 0                           | 14     | -28    |
| Бундесліга | 1980/81 | 23            | -30           | 6         | -6        | 0             | 0             | 3          | -4         | 0                           | 0                           | 32     | -40    |
| Бундесліга | 1981/82 | 32            | -66           | 2         | -4        | 0             | 0             | 0          | 0          | 5                           | -4                          | 39     | -74    |
| Бундесліга | 1982/83 | 19            | -32           | 0         | 0         | 0             | 0             | 0          | 0          | 0                           | 0                           | 19     | -32    |
| Бундесліга | 1983/84 | 27            | -46           | 0         | 0         | 2             | -1            | 0          | 0          | 0                           | 0                           | 29     | -47    |
| Бундесліга | 1984/85 | 25            | -54           | 2         | -5        | 0             | 0             | 0          | 0          | 0                           | 0                           | 27     | -59    |
| Бундесліга | 1985/86 | 4             | -9            | 0         | 0         | 0             | 0             | 0          | 0          | 0                           | 0                           | 4      | -9     |
| Бундесліга | 1986/87 | 3             | -8            | 0         | 0         | 0             | 0             | 0          | 0          | 0                           | 0                           | 3      | -8     |
| Загалом    | Загалом | 152           | -279          | 11        | -18       | 2             | -1            | 7          | -9         | 5                           | -4                          | 177    | -311   |